# シナヌマエビ
シナヌマエビ（支那沼蝦、学名: Neocaridina davidi ）は、十脚目ヌマエビ科に分類されるエビの一種。定義には議論がある（後述）。

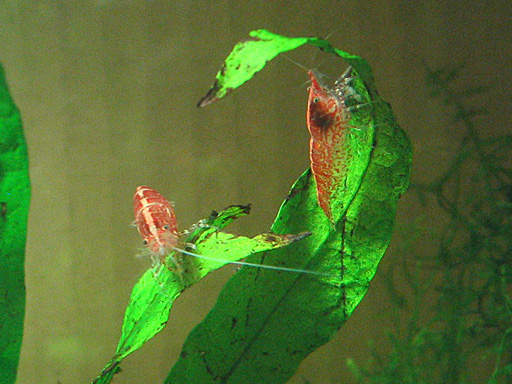
改良品種のレッドチェリーシュリンプ

鑑賞用品種であるレッドチェリーシュリンプの原種であると考えられている。

## 定義
カワリヌマエビ属のうち Neocaridina denticulata (De Haan, 1844) および Neocaridina davidi (Bouvier, 1904) を含むグループは、伝統的に Neocaridina denticulata 1種として定義され、そこに日本亜種ミナミヌマエビ Neocaridina denticulata denticulata (De Haan, 1849) 、中国亜種シナヌマエビ Neocaridina denticulata sinensis (Kemp, 1918)、 朝鮮亜種コウライヌマエビ Neocaridina denticulata koreana (Kubo, 1938)といった亜種が定義されていた。2000年頃から自然分布域外を含む日本各地でカワリヌマエビ属のエビが採集されるようになり、その一部に中国固有のヒルミミズが付着していることが指摘されると、日本における外来カワリヌマエビ属を指して広くシナヌマエビという名称が用いられるようになった。しかし、2000年代後半からミトコンドリアDNAによる系統解析がなされるようになると、日本亜種とみられていた配列が朝鮮半島・中国・台湾で見つかるなど、従来の定義では正確な分類が不可能なことがわかってきた。
2002年、中国でカワリヌマエビ属の新種として Neocaridina heteropoda (Liang, 2002) が発表され、その後複数の研究グループからNeocaridina davidi （以前は亜種 Neocaridina denticulata davidi とされていた） のシノニムであると指摘を受ける。Neocaridna denticulata sinensis の位置付けについては見解が一致していないが、いずれにせよこれ以後、従来 Neocaridina denticulata の亜種として扱われていた個体群の一部が別種として扱われるようになった。近年では日本における外来カワリヌマエビ属の一部が Neocaridina davidi または Neocaridina heteropoda として同定されており、Neocaridina davidi をシナヌマエビと定義するケースもみられる。本項目の定義はこれに従ったものである。
なお本項目は Neocaridina davidi ( Neocaridina heteropoda ) を扱う目的で作成されたため、Neocaridina denticulata sinensis をシノニムとする場合は含み、シノニムとしない場合は含まない（ミナミヌマエビで扱う）。

## 特徴
本種はミナミヌマエビに近縁であり、形態も類似する。日本におけるカワリヌマエビ属の在来個体群と外来個体群を識別するための特徴はいくつか見出されているが、この場合の外来個体群が本種を指すとは限らず、上述の定義の混乱もあって種としての特徴が十分に把握されているとは言い難い状況にある。ミナミヌマエビとして売られているものの多くは本種。

## 分布
中国の安徽省、河南省、浙江省に自然分布する。
人為的な移入によりカワリヌマエビ属の自然分布域外を含む日本各地に分布しているものと見られ、日本国内では2018年までに愛知県豊田市、島根県出雲市、広島県広島市で見つかった個体が Neocaridina davidi または Neocaridina heteropoda と同定されている。